# جنوب الكاميرون
جنوب الكاميرون كان الجزء الجنوبي من إقليم الانتداب البريطاني من الكاميرون البريطانية في غرب أفريقيا. منذ عام 1961 أصبحت جزءًا من جمهورية الكاميرون، حيث تشكل المنطقة الشمالية الغربية والمنطقة الجنوبية الغربية. منذ عام 1994، سعت مجموعات الضغط في الإقليم إلى الاستقلال عن جمهورية الكاميرون، وأعلنت جمهورية الكاميرون الجنوبية (SCAPO) جمهورية أمبازونيا في 31 أغسطس 2006.